# Enreixat
Els enreixats són estímuls habitualment usats en percepció visual. Es caracteritzen per variar en alguna variable de manera periòdica al llarg d'una dimensió, essent l'enreixat més comú el que varia la seva lluminositat seguint una funció sinusoidal. Els enreixats són teòricament interessants per a les ciències de la visió perquè són estímuls fàcils de produir (un enreixat sinusoidal posseeix fase, amplitud i freqüència) i són discrets en l'espai de Fourier. Poden produir percepció del moviment canviant la seva fase amb el temps.